# 托比亞斯·瓦登卡
托比亞斯·瓦登卡（德語：Tobias Wadenka，1990年10月15日—），德国男子羽毛球運動員。

## 簡歷
2014年6月，托比亞斯·瓦登卡與卡伊·舍费尔出戰毛里裘斯羽毛球國際賽男子雙打項目，在決賽中以1-2的成績（21-18、18-21、20-22）不敵隊友兼4號種子拉斐尔·贝克/安德烈亚斯·海因茨組合，屈居亞軍。

## 主要比賽成績
只列出曾進入準決賽的國際賽事成績：
| 年份   | 賽事                   | 公開賽級別 | 項目     | 拍檔                | 成績   |
| ------ | ---------------------- | ---------- | -------- | ------------------- | ------ |
| 2009年 | 歐洲青年羽毛球錦標賽   | 其他       | 混合團體 | －                  | 季軍   |
| 2012年 | 斯洛文尼亞羽毛球國際賽 | 國際系列賽 | 男子雙打 | Manuel Heumann      | 準決賽 |
| 2012年 | 斯洛文尼亞羽毛球國際賽 | 國際系列賽 | 混合雙打 | 伊莎贝尔·赫特里克   | 準決賽 |
| 2014年 | 毛里裘斯羽毛球國際賽   | 國際系列賽 | 男子雙打 | 卡伊·舍费尔         | 亞軍   |
| 2015年 | 芬蘭羽毛球國際賽       | 國際系列賽 | 男子雙打 | 约翰尼斯·皮斯托留斯 | 準決賽 |

| 2007-2017年 | 首要超級賽 | 超級賽 | 黃金大獎賽 | 大獎賽 | 國際挑戰賽 | 國際系列賽 | 未來系列賽 | 其他 |

| 2018-2026年 | 總決賽 | 超級1000賽 | 超級750賽 | 超級500賽 | 超級300賽 | 超級100賽 | 國際挑戰賽 | 國際系列賽 | 未來系列賽 | 其他 |